# Trial by Fire (Grimm)
Trial by Fire (titulado Prueba de fuego en las emisiones en español en Hispanoamérica y España) es el decimotercer episodio de la cuarta temporada de la serie de televisión estadounidense de drama-sobrenatural y policíaca: Grimm. El guion principal del episodio fue escrito por Sean Calder, mientras que la dirección general estuvo a cargo de Norberto Barba. 
El episodio se transmitió originalmente el 13 de febrero del año 2015 por la cadena de televisión NBC. En Hispanoamérica el episodio se estrenó el 2 de marzo por el canal Universal Channel, mientras que en España fue emitido el 3 de agosto, por el canal Calle 13, siempre del mismo año.
Un wesen que resultará ser un Excandesco o fénix incendia una tienda de canotaje sin percatarse que dos empleados aún se encontraban adentro y no pudieron escapar. Desde un primer momento resulta obvio que se trató de un incendio intencional, pero para resolver el caso Nick y Hank necesitarán la ayuda Orson, un policía bauerschwein que cumple una sentencia por haber matado al hermano de la exnovia de Monroe, quien a su vez mató a sus hermanos, en el marco del odio milenario entre bauerschweins y blutbaden. Juliette y Adalind mantienen una feroz pelea como hexenbiests.  

## Título y epígrafe
"Trial by fire", literalmente "Juicio mediante fuego" o "prueba de fuego", es un tipo de  proceso judicial llamado ordalía o "juicio de Dios", muy utilizado en Europa, especialmente por la Inquisición, en el que la persona acusada debía demostrar su inocencia siendo sometido al fuego y no resultando dañado. La creencia era que si el acusado o acusada eran inocentes, Dios los ayudaría evitando que se quemaran. De allí viene la expresión "poner las manos en el fuego", que no existe en el idioma inglés.
El epígrafe es una frase tomada del poema satírico "English Bards and Scotch Reviewers", con el que ganó notoriedad el poeta inglés Lord Byron y publicado en 1809:

Original en inglés
And glory like the phoenix midst her fires, Exhales her odours, blazes, and expires.
Versiones en español
Hispanoamérica...
EspañaY la gloria como el fénix, envuelta en fuego, exhala su hedor, arde y expira.

La estrofa completa dice: 

Yet what avails the sanguine poet's hope,
To conquer ages, and with time to cope?
New eras spread their wings, new nations rise,
And other victors fill the applauding skies;
A few brief generations fleet along,
Whose sons forget the poet and his song:
E'en now, what once-loved minstrels scarce may claim
The transient mention of a dubious name!
When fame's loud trump hath blown it noblest blast,
Though long the sound, the echo sleeps at last;
And glory, like the phoenix midst her fires,
Exhales her odours, blazes, and expires.

## Argumento

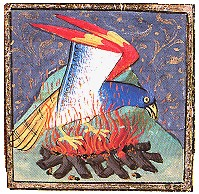
El Fénix en un manuscrito del de Bartolomeo Ánglico: Le livre des propriétés des choses.

Dos compañeros de trabajo se quedan después de hora en una tienda de canotaje para tener relaciones sexuales, cuando un hombre, que resulta un wesen, se enciende en fuego incendiando la tienda. Los dos empleados quedan atrapados y mueren en el incendio. Al llegar a la escena, Nick, Hank y Wu, son informados por la especialista que se trata de un incendio intencional, con un muy especial modus operandi que recuerda una serie de incendios intencionales realizados años atrás, investigados por el especialista en incendios detective Peter Orson. Pero Orson, que es un bauerschweins, está preso por haber matado a un blutbad amigo de Monroe, durante un enfrentamiento generalizado entre bauerschweins y blutbaden, que se odian desde hace milenios. Precisamente Nick fue quien atrapó al detective Orson en uno de sus primeros casos, cuando aún no entendía del todo los enfrentamientos internos del mundo wesen. Pese a ello y cierto arrepentimiento de Nick en el caso de Orson, los detectives recurren a la ayuda de Orson para que los acompañe mientras resuelven el caso de los incendios.
Resulta que Orson sabe bien quien es el incendiario y con ayuda de los libros de Nick identifican que se trata de un Excandesco -palabra latina que significa "encender"-, un antiquísimo wesen del que ya hay rastros durante el Gran incendio de Roma en el año 64 y que se ha manifestado habitualmente como el ave fenix. El Excandesco por su parte, desencadenó el incendio por encargo del abogado y el hijo del dueño de la tienda, pero cuando se entera de que murieron dos empleados, mata al abogado para eliminar testigos y pretende hacer lo mismo con el joven.
Los tres policías y Orsen saben que no pueden enfrentar al Excandesco sin alguna defensa contra el fuego. Recurren entonces a Rosalee, pero cuando Monroe se entera de que su enemigo Orsen está involucrado en la investigación se opone a colaborar con la misma. Rosalee cuestiona fuertemente a Monroe por alimentar ese enfrentamiento entre wesens de distinto tipo, y decide ayudarlos igual, pidiéndole a Monroe que se retire. Elabora entonces una sustancia especial, resistente al calor, que colocan en pistolas de agua de niños. Cuando encuentran al Excandesco, lo bañan en esa sustancia, impidiendo que el calor salga de su cuerpo, debido a lo cual resulta se incinera. Monroe toma conciencia de su actitud irracional y llega a un pacto de convivencia con Orson, quien vuelve a la cárcel.
En la última escena Adalind va a la casa de los Burkhardt y mantienen una feroz pelea Juliette, quien no solo la sorprende cuando se transforma en hexenbiest, sino que le da una verdadera paliza, mostrando un enorme poder. Cuando Nick vuelve a su casa, Juliette le muestra que se ha vuelto una hexenbiest.

## Elenco regular
- David Giuntoli como Nick Burkhardt.
- Russell Hornsby como Hank Griffin.
- Bitsie Tulloch como Juliette Silverton.
- Silas Weir Mitchell como Monroe.
- Sasha Roiz como el capitán Renard.
- Bree Turner como Rosalee Calvert.
- Claire Coffee como Adalind Schade.
- Reggie Lee como el sargento Wu.